# InfoFlora
InfoFlora ist eine gemeinnützige Stiftung zur Dokumentation und Förderung der Wildpflanzen in der Schweiz. Sie hat ihren Sitz in Genf. Entstanden ist sie im Jahr 2012 aus dem Zusammenschluss des ZDSF (Zentrum des Datenverbundnetzes der Schweizer Flora) und der SKEW (Schweizerische Kommission zur Erhaltung der Wildpflanzen). Weitere Standorte sind Bern und Lugano. Das Bundesamt für Umwelt und die Akademie der Naturwissenschaften unterstützen die Stiftung finanziell.

## Zwecke
Ziel von InfoFlora ist es, die Kenntnisse über die Pflanzenwelt der Schweiz zu fördern und zu verbreiten. Dazu sammelt die Plattform Daten über die Verbreitung und Häufigkeit von Pflanzenarten in der Schweiz. Citizen Scientists sind als Freiwillige an der Datenerfassung beteiligt.
Die gesammelten Daten werden von InfoFlora aufbereitet und in verschiedenen Formaten der Öffentlichkeit zur Verfügung gestellt. Dazu gehören unter anderem eine interaktive Karte, auf der die Verbreitung von Pflanzenarten in der Schweiz dargestellt wird, sowie eine Datenbank, die detaillierte Informationen zu einzelnen Pflanzenarten enthält.
InfoFlora ist auch ein Partner für die Forschung. Die gesammelten Daten werden von Wissenschaftlern genutzt, um die Verbreitung und Entwicklung von Pflanzenarten in der Schweiz zu untersuchen. Die Plattform ist auch an verschiedenen Forschungsprojekten beteiligt, die sich mit der Pflanzenwelt der Schweiz beschäftigen.
InfoFlora sieht sich als  Beitrag zur Förderung des Umweltbewusstseins und zur Erhaltung der Biodiversität in der Schweiz.

### Liste invasiver Neophyten
InfoFlora erstellt und aktualisiert auch die Liste der invasiven und potenziell invasiven Neophyten der Schweiz.